# 奇查斯區
奇查斯區（西班牙語：Distrito de Chichas），是秘魯的一個區，位於該國南部阿雷基帕大區的康德蘇約斯省，始建於1857年1月2日，面積392.16平方公里，海拔高度2,120米，2005年人口904，人口密度每平方公里2.3人。